# JRA Land Rover 110 Heavy Duty
JRA Land Rover 110 Heavy Duty – australijska ciężarówka wojskowa zbudowana na podstawie brytyjskiej, sześciokołowej ciężarówki Land Rover One Ten.
Wariant podstawowy pojazdu przystosowany jest do transportu 12 żołnierzy lub ładunku o wadze do 2 t. Ponadto po usunięciu skrzyni pojazd staje się platformą do wersji specjalistycznych (np. warsztat polowy).
Na podstawie JRA Land Rover 110 Heavy Duty powstał także uzbrojony, sześciokołowy pojazd patrolowy dla Special Air Service Regiment.